# Seitaad
Seitaad é um gênero de dinossauro herbívoro descoberta no estado de Utah, nos Estados Unidos. Há uma única espécie descrita para o gênero Seitaad ruessi. Tais animais teriam vivido há 185 milhões de anos.